# Голяма долина
Голяма долина е село в Южна България. То се намира в община Маджарово, област Хасково.

## География
Село Голяма долина се намира в планински район.